# Gradiëntoptica

Een gradiëntlens met een in radale x-richting parabolisch verlopende brekingsindex n. Het licht wordt op vergelijkbare wijze gebundeld als bij een conventionele lens.

Gradiëntoptica is het deelgebied van de optica dat zich bezighoudt met het gedrag van licht in materialen met een gradueel verlopende brekingsindex. In dergelijke materialen wordt een lichtstraal, afhankelijk van de invalshoek, langs een gebogen lijn „gebroken”.
Onder gradiëntoptiek verstaat men optische componenten die op gradiëntoptica zijn gebaseerd.

## Afbuigingshoek
Wanneer een lichtstraal van het ene naar het andere materiaal overgaat, verandert zijn voortplantingsrichting volgens de brekingswet van Snellius. Dat geldt ook wanneer de brekingsindex niet abrupt maar geleidelijk verandert. En ook geldt dit voor de invalshoek vanaf welke totale reflectie optreedt.

## Gradiëntlenzen
De optische eigenschappen van continu verlopende materiaalovergangen worden in onder meer in gradiëntlenzen (GRIN-lenzen; van Engels gradient-index lenses) toegepast. Dit zijn cilindervormige, transparante optische componenten met een in radiale richting afnemende brekingsindex. Meestal neemt de brekingsindex kwadratisch met de afstand tot de as af (parabolisch verloop). Een kort staafje van dergelijk materiaal werkt als een convergerende lens, maar heeft vlakke uiteinden. Dat vereenvoudigt de fabricage, de miniaturisering en de aansluiting aan andere optische componenten. Het vlakke oppervlak van dergelijke lenzen biedt in vergelijking met conventionele lenzen vooral ook voordelen bij het aankoppelen aan een glasvezelkabel. GRIN-lenzen worden vooral veel toegepast waar veel optische elementen in een kleine ruimte nodig zijn, zoals in kopieerapparaten en scanners.
In tegenstelling tot de vorm van geslepen lenzen, kan het radiale verloop van de brekingsindex bij de fabricage nauwelijks exact worden beïnvloed. Ook bestaat er geen economisch verantwoord productiepoces voor grote lensdiameters. GRIN-lenzen zijn daardoor minder geschikt voor optische systemen met grote resolutie, zoals in cameraobjectieven.
De meest gebruikte productietechniek voor glazen GRIN-lenzen is ionenwisseling. Zo kan natriumhoudend glas in vloeibaar lithium worden ondergedompeld. Door diffusie wordt dan een deel van de Na+-ionen in het glas vervangen door Li+-ionen, waarbij het resulterende lithiumgehalte aan het oppervlak hoger is dan binnenin het materiaal. Na deze behandeling heeft het glas een materiaalgradiënt en een dienovereenkomstige gradiënt van de brekingsindex.

## Gradiëntvezels
Bepaalde optische glasvezels, de zogenaamde gradiëntvezels, hebben een geleidelijk radiaal naar buiten afnemende brekingsindex. Bij multimodeglasvezels heeft dit het voordeel dat de dispersie van de verschillende modi kleiner is dan bij een trapsgewijs verlopende brekingsindex.

## Verdere voorbeelden
Een alledaags voorbeeld van een gradiëntoptisch effect is de fata morgana. Boven een door de zon verhitte asfaltweg kan op grotere afstand schijnbaar een plas water – in werkelijkheid een glinsterend spiegelbeeld van de lucht – te zien zijn. Dit ontstaat doordat de hete lucht vlak boven het wegdek een kleinere brekingsindex heeft dan de koelere en dus dichtere lucht erboven. Door deze gradiënt in de brekingsindex wordt licht dat onder een kleine hoek ten opzichte van het wegdek invalt, boogvormig afgebogen, waardoor het in het oog van de automobilist valt.
De menselijke ooglens heeft een radiaal afnemende brekingsindex. Deze varieert van ongeveer 1,406 in de binnenste lagen tot ongeveer 1,386 in de minder dichte buitenste lagen. Hierdoor kan het oog goed scherpstellen met weinig aberratie, zowel dichtbij als veraf. De ooglens berust dus op een combinatie van gewone lenswerking en gradiënteffecten.
Door de dichtheidsgradiënten in de aardatmosfeer worden vooral langgolvige radiogolven voor een deel weer teruggebogen naar de aarde. Vandaar dat deze langegolfzenders vaak op zeer grote afstand nog te ontvangen zijn.